# Reiterstandbild Friedrich Wilhelms IV.

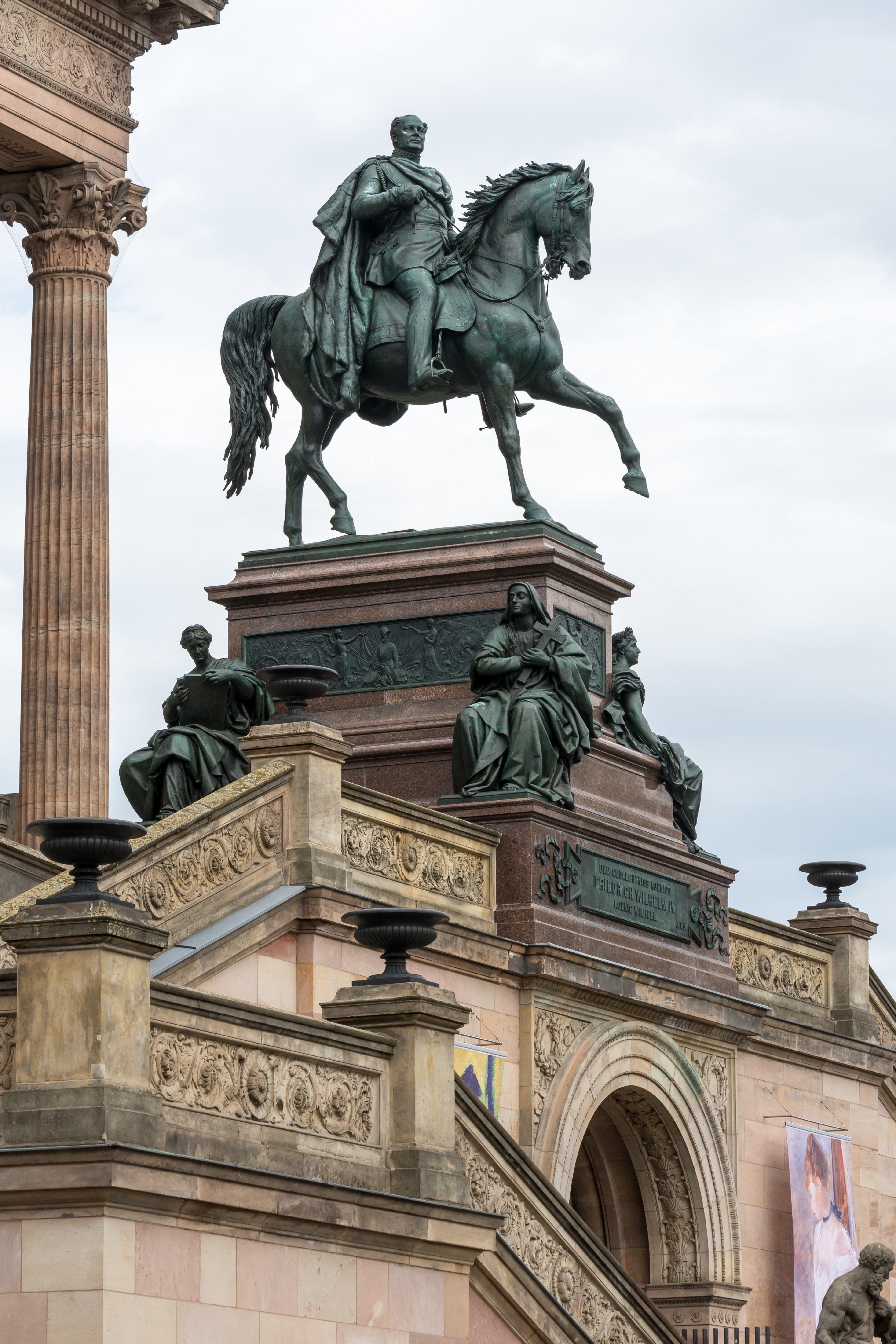
Reiterstandbild Friedrich Wilhelms IV. vor der Alten Nationalgalerie

Das Reiterstandbild Friedrich Wilhelms IV. vor der Alten Nationalgalerie im Berliner Ortsteil Mitte erinnert an den preußischen König Friedrich Wilhelm IV. (1795–1861). Entworfen von Gustav Blaeser und ausgeführt von Alexander Calandrelli in den Jahren 1875–1886 im Stil des Realismus, gehört es zu den Meisterwerken der Berliner Bildhauerschule.

## Geschichte und Beschreibung
Das insgesamt 9,60 Meter hohe Reiterstandbild für den Gründer der Museumsinsel wurde als Teil der Alten Nationalgalerie in den Jahren 1875–1886  im Stil des Realismus von Gustav Blaeser entworfen und von Alexander Calandrelli ausgeführt. Die 5,20 Meter hohe Hauptfigur zeigt Friedrich Wilhelm IV. in Uniform mit Hermelin zu Pferd, den Kopf zum Berliner Schloss gewandt, die Hände die Zügel haltend. Die Nebenfiguren darunter stellen die Allegorien Religion, Poesie, Historie und Philosophie dar; die Reliefs dazwischen vorn einen Knaben, rechts den Kölner Dom, hinten ein Mädchen und links Trophäen. Der Sockel trägt die Inschrift „DEM GEDAECHTNISS KOENIGS / FRIEDRICH WILHELM IV. / KOENIG WILHELM. 1886.“ Die plastischen Teile des Denkmals bestehen aus Bronze, die architektonischen aus Granit. Es gehört zu den Meisterwerken der Berliner Bildhauerschule.
Es ist eines von ursprünglich sechs Reiterstandbildern, die auf das Berliner Schloss ausgerichtet waren: der Große Kurfürst auf der Langen Brücke (Andreas Schlüter, heute vor dem Schloss Charlottenburg); Friedrich der Große auf der Prachtstraße Unter den Linden (Christian Daniel Rauch, erhalten); Friedrich Wilhelm III. im Lustgarten (Albert Wolff, zerstört); Wilhelm I. an der Schloßfreiheit (Reinhold Begas, zerstört) und Friedrich III. vor dem Kaiser-Friedrich-Museum (Rudolf Maison, zerstört).